# Křesťanská a demokratická unie
Křesťanská a demokratická unie (KDU) byla československá středová až středopravicová koalice. Lídrem koalice byl do září 1990 Josef Bartončík, od září 1990 do dubna 1992 Josef Lux.
Strana měla původně velké politické ambice, ve volbách v roce 1990 však překvapivě získala pouze 8,42 % hlasů. Volební výsledky byly pro KDU velkým zklamáním, přičítaným aféře Josefa Bartončíka. I přesto se však KDU stala součástí vlády Petra Pitharta.

## Členské strany
| Strana | Strana                                | Ideologie             | Pozice               |
| ------ | ------------------------------------- | --------------------- | -------------------- |
|        | Křesťansko-demokratická strana        | křesťanská demokracie | středopravá          |
|        | Československá strana lidová          | křesťanská demokracie | střed až středopravá |
|        | Moravské občanské hnutí               | federalismus          | středopravá          |
|        | Svobodná rolnická strana              | agrarismus            | středopravá          |
|        | Sdružení československých podnikatelů | konzervatismus        | středopravá až pravá |
|        | Klub seniorů                          | konzervatismus        | střed                |

## Volební výsledky

### Volby do České národní rady
| Volby | Počet hlasů | %    | Počet mandátů |
| ----- | ----------- | ---- | ------------- |
| 1990  | 607 134     | 8,42 | 20            |